# 穆罕默德·里安·阿利安托
穆罕默德·里安·阿利安托（1996年2月13日—），印尼男子羽毛球運動員，隸屬Jaya Raya 雅加达俱樂部成員。2022年12月27日，世界排名登顶男雙第一位；搭档则是阿爾弗蘭（注：东京奥运）。

## 簡歷

### 2014年-2015年 国际赛夺冠
2014年2月，穆罕默德·里安·阿利安托代表印尼参加臺灣臺北市举办的亞洲青年羽毛球錦標賽，随队赢得团体赛铜牌。同年4月，他代表印尼参加马来西亚亚罗士打举办的世界青年羽毛球錦標賽，分别与两位青年期搭档的Clinton Hendrik Kudamasa以及罗西尔塔·伊卡·普特里·萨里征战，在率先进行的团体赛，印尼队赢得团体赛银牌；在个人赛方面夺得男子双打季军以及混合双打亚军。同年8月，他與法贾·阿尔弗兰出戰印尼羽毛球國際挑戰賽，在準决赛以3比1（9-11、11-9、11-6、11-8）战胜了队友罗纳德·亚历山大/哈菲兹·费萨尔。决赛中，以3-1（9-11、11-9、11-9、11-8）击败了队友弗兰·库尔尼亚万·邓/阿格里皮纳·普里玛·罗曼托·普特拉，首次赢得第一项国际赛冠军。
2015年2月，穆罕默德·里安·阿利安托與法贾·阿尔弗兰出戰奧地利羽毛球公開賽，在準决赛以2-0（21-15、21-18）战胜了比利時的马蒂耶斯·迪耶克斯/弗里克·戈林斯基。决赛中，以2比1（23-21、18-21、21-19）击败了英格兰的彼得·布里格斯/汤姆·沃尔芬登，赢得男雙冠军。

### 2016年-2017年 大獎賽夺冠及東南亞運動會金牌
2016年10月，穆罕默德·里安·阿利安托與法贾·阿尔弗兰出戰中華台北羽球大師賽，在準决赛以3比2（6-11、6-11、11-5、11-5、11-8）力克新加坡的许永凯/骆建贤。决赛中，以3-2（11-6、11-6、11-13、9-11、12-10）险胜赛会一号种子中華台北的陳宏麟/王齊麟，首次获得大奖赛的冠军。
2017年1月，穆罕默德·里安·阿利安托與法贾·阿尔弗兰出戰印度羽毛球黃金大獎賽，在準决赛以1比2（21-11、17-21、19-21）不敌赛会头号种子、丹麦强档的玛蒂亚斯·鲍伊/卡斯腾·摩根森。年尾10月，他與法贾·阿尔弗兰出戰碧特博格羽毛球黃金大獎賽，在决赛中以1比2（19-21、21-19、18-21）不敌赛会2号种子、丹麦的金·阿斯特鲁普/安德斯·斯考劳普·拉斯姆森。

### 2018年
2018年1月，穆罕默德·里安·阿利安托與法贾·阿尔弗兰出戰馬來西亞羽毛球大師賽，在决赛中以2比1 （14-21、24-22、21-13）力克奥运亚军、马来西亚的吳蔚昇/陳蔚強，赢得开门红。同年3月，他與法贾·阿尔弗兰出戰德國羽毛球公開賽，在决赛中以0比2 （16-21、18-21）不敌赛会6号种子、日本的井上拓斗/金子祐樹。

## 主要比賽成績
只列出曾進入準決賽的國際賽事成績：
| 年份   | 賽事                       | 公開賽級別 | 項目     | 拍檔                      | 成績   |
| ------ | -------------------------- | ---------- | -------- | ------------------------- | ------ |
| 2014年 | 亞洲青年羽毛球錦標賽       | 其他       | 混合雙打 | Zakia Ulfa                | 季軍   |
| 2014年 | 世界青年羽毛球錦標賽       | 其他       | 混合團體 | －                        | 亞軍   |
| 2014年 | 世界青年羽毛球錦標賽       | 其他       | 男子雙打 | Clinton Hendrik Kudamasa  | 季軍   |
| 2014年 | 世界青年羽毛球錦標賽       | 其他       | 混合雙打 | 罗西尔塔·伊卡·普特里·萨里 | 亞軍   |
| 2014年 | 印尼羽毛球國際挑戰賽       | 國際挑戰賽 | 男子雙打 | 法贾·阿尔弗兰             | 冠軍   |
| 2014年 | 巴林羽毛球國際挑戰賽       | 國際挑戰賽 | 男子雙打 | 法贾·阿尔弗兰             | 準決賽 |
| 2014年 | 巴林羽毛球國際挑戰賽       | 國際挑戰賽 | 混合雙打 | 罗西尔塔·伊卡·普特里·萨里 | 準決賽 |
| 2015年 | 奧地利羽毛球公開賽         | 國際挑戰賽 | 男子雙打 | 法贾·阿尔弗兰             | 冠軍   |
| 2015年 | 印尼羽毛球國際系列賽       | 國際系列賽 | 男子雙打 | 法贾·阿尔弗兰             | 冠軍   |
| 2015年 | 紐西蘭羽毛球黃金大獎賽     | 黃金大獎賽 | 男子雙打 | 法贾·阿尔弗兰             | 亞軍   |
| 2015年 | 中華台北羽毛球大獎賽       | 大獎賽     | 混合雙打 | 玛西塔·穆罕默丁           | 準決賽 |
| 2016年 | 印度尼西亞羽毛球國際系列賽 | 國際系列賽 | 男子雙打 | 法贾·阿尔弗兰             | 冠軍   |
| 2016年 | 泰國羽毛球黃金大獎賽       | 黃金大獎賽 | 男子雙打 | 法贾·阿尔弗兰             | 準決賽 |
| 2016年 | 中華台北羽毛球黃金大獎賽   | 黃金大獎賽 | 男子雙打 | 法贾·阿尔弗兰             | 冠軍   |
| 2016年 | 澳門羽毛球黃金大獎賽       | 黃金大獎賽 | 男子雙打 | 法贾·阿尔弗兰             | 準決賽 |
| 2017年 | 印度羽毛球黃金大獎賽       | 黃金大獎賽 | 男子雙打 | 法贾·阿尔弗兰             | 準決賽 |
| 2017年 | 印尼羽毛球首要超級賽       | 首要超級賽 | 男子雙打 | 法贾·阿尔弗兰             | 準決賽 |
| 2017年 | 東南亞運動會羽毛球比賽     | 其他       | 男子團體 | －                        | 金牌   |
| 2017年 | 東南亞運動會羽毛球比賽     | 其他       | 男子雙打 | 法賈·阿爾弗蘭             | 銅牌   |
| 2017年 | 碧特博格羽毛球黃金大獎賽   | 黃金大獎賽 | 男子雙打 | 法贾·阿尔弗兰             | 亞軍   |
| 2018年 | 馬來西亞羽毛球大師賽       | 超級500賽  | 男子雙打 | 法贾·阿尔弗兰             | 冠軍   |
| 2018年 | 德國羽毛球公開賽           | 超級300賽  | 男子雙打 | 法贾·阿尔弗兰             | 亞軍   |
| 2018年 | 湯姆斯盃                   | 其他       | 男子團體 | －                        | 季軍   |
| 2018年 | 印尼羽毛球公開賽           | 超級1000賽 | 男子雙打 | 法贾·阿尔弗兰             | 準決賽 |
| 2018年 | 亞洲運動會羽毛球比賽       | 其他       | 男子團體 | －                        | 银牌   |
| 2018年 | 亞洲運動會羽毛球比賽       | 其他       | 男子雙打 | 法贾·阿尔弗兰             | 银牌   |
| 2018年 | 香港羽毛球公開賽           | 超級500賽  | 男子雙打 | 法贾·阿尔弗兰             | 準決賽 |
| 2018年 | 西德·莫迪羽毛球國際賽      | 超級300賽  | 男子雙打 | 法贾·阿尔弗兰             | 冠軍   |
| 2019年 | 全英羽毛球公開賽           | 超級1000賽 | 男子雙打 | 法贾·阿尔弗兰             | 準決賽 |
| 2019年 | 瑞士羽毛球公開賽           | 超級300賽  | 男子雙打 | 法賈·阿爾弗蘭             | 冠軍   |
| 2019年 | 亞洲羽毛球混合團體錦標賽   | 其他       | 混合團體 | －                        | 季軍   |
| 2019年 | 馬來西亞羽毛球公開賽       | 超級750賽  | 男子雙打 | 法賈·阿爾弗蘭             | 準決賽 |
| 2019年 | 世界羽毛球錦標賽           | 其他       | 男子雙打 | 法賈·阿爾弗蘭             | 季軍   |
| 2019年 | 中國羽毛球公開賽           | 超級1000賽 | 男子雙打 | 法賈·阿爾弗蘭             | 準決賽 |
| 2019年 | 韓國羽毛球公開賽           | 超級500賽  | 男子雙打 | 法賈·阿爾弗蘭             | 冠軍   |
| 2019年 | 東南亞運動會羽球比賽       | 其他       | 男子團體 | －                        | 金牌   |
| 2020年 | 马来西亚羽毛球大师赛       | 超級500賽  | 男子雙打 | 法賈·阿爾弗蘭             | 準決賽 |
| 2020年 | 印尼羽毛球大師賽           | 超級500賽  | 男子雙打 | 法賈·阿爾弗蘭             | 準決賽 |
| 2020年 | 亞洲羽毛球團體錦標賽       | 其他       | 男子團體 | －                        | 冠軍   |
| 2021年 | 湯姆斯盃                   | 其他       | 男子團體 | －                        | 冠軍   |
| 2021年 | 法國羽毛球公開賽           | 超級750賽  | 男子雙打 | 法賈·阿爾弗蘭             | 準決賽 |
| 2022年 | 瑞士羽毛球公開賽           | 超級300賽  | 男子雙打 | 法賈·阿爾弗蘭             | 冠軍   |
| 2022年 | 韓國羽毛球公開賽           | 超級500賽  | 男子雙打 | 法賈·阿爾弗蘭             | 亞軍   |
| 2022年 | 亞洲羽毛球錦標賽           | 其他       | 男子雙打 | 法賈·阿爾弗蘭             | 季軍   |
| 2022年 | 湯姆斯盃                   | 其他       | 男子團體 | －                        | 亞軍   |
| 2022年 | 泰國羽毛球公開賽           | 超級500賽  | 男子雙打 | 法賈·阿爾弗蘭             | 亞軍   |
| 2022年 | 印尼羽毛球大師賽           | 超級500賽  | 男子雙打 | 法賈·阿爾弗蘭             | 冠軍   |
| 2022年 | 馬來西亞羽毛球公開賽       | 超級750賽  | 男子雙打 | 法賈·阿爾弗蘭             | 亞軍   |
| 2022年 | 馬來西亞羽毛球大師賽       | 超級500賽  | 男子雙打 | 法賈·阿爾弗蘭             | 冠軍   |
| 2022年 | 新加坡羽毛球公開賽         | 超級500賽  | 男子雙打 | 法賈·阿爾弗蘭             | 亞軍   |
| 2022年 | 世界羽毛球錦標賽           | 其他       | 男子雙打 | 法賈·阿爾弗蘭             | 季軍   |
| 2022年 | 丹麥羽毛球公開賽           | 超級750賽  | 男子雙打 | 法賈·阿爾弗蘭             | 冠軍   |
| 2022年 | 世界羽聯世界巡迴賽總決賽   | 總決賽     | 男子雙打 | 法賈·阿爾弗蘭             | 準決賽 |
| 2023年 | 馬來西亞羽毛球公開賽       | 超級1000賽 | 男子雙打 | 法賈·阿爾弗蘭             | 冠軍   |
| 2023年 | 印度羽毛球公開賽           | 超級750賽  | 男子雙打 | 法賈·阿爾弗蘭             | 準決賽 |
| 2023年 | 全英羽毛球公開賽           | 超級1000賽 | 男子雙打 | 法賈·阿爾弗蘭             | 冠軍   |
| 2023年 | 韓國羽毛球公開賽           | 超級500賽  | 男子雙打 | 法賈·阿爾弗蘭             | 亞軍   |
| 2023年 | 日本羽毛球公開賽           | 超級750賽  | 男子雙打 | 法賈·阿爾弗蘭             | 準決賽 |
| 2023年 | 丹麥羽毛球公開賽           | 超級750賽  | 男子雙打 | 法賈·阿爾弗蘭             | 準決賽 |
| 2023年 | 世界羽聯世界巡迴賽總決賽   | 總決賽     | 男子雙打 | 法賈·阿爾弗蘭             | 準決賽 |
| 2024年 | 印尼羽毛球大師賽           | 超級500賽  | 男子雙打 | 法賈·阿爾弗蘭             | 準決賽 |
| 2024年 | 全英羽毛球公開賽           | 超級1000賽 | 男子雙打 | 法賈·阿爾弗蘭             | 冠軍   |
| 2024年 | 汤姆斯盃                   | 其他       | 男子團體 | －                        | 亞軍   |
| 2024年 | 新加坡羽毛球公開賽         | 超級750賽  | 男子雙打 | 法賈·阿爾弗蘭             | 亞軍   |
| 2024年 | 丹麥羽毛球公開賽           | 超級750賽  | 男子雙打 | 法賈·阿爾弗蘭             | 準決賽 |
| 2024年 | 日本熊本羽毛球大師賽       | 超級500賽  | 男子雙打 | 法賈·阿爾弗蘭             | 冠軍   |
| 2024年 | 世界羽聯世界巡迴賽總決賽   | 總決賽     | 男子雙打 | 法賈·阿爾弗蘭             | 準決賽 |
| 2025年 | 印尼羽毛球大師賽           | 超級500賽  | 男子雙打 | 法賈·阿爾弗蘭             | 亞軍   |
| 2025年 | 蘇迪曼盃                   | 其他       | 混合團体 | －                        | 季軍   |
| 2025年 | 泰國羽毛球公開賽           | 超級500賽  | 男子雙打 | 法賈·阿爾弗蘭             | 準決賽 |
| 2025年 | 印尼羽毛球公開賽           | 超級1000賽 | 男子雙打 | 法賈·阿爾弗蘭             | 準決賽 |

| 2007-2017年 | 首要超級賽 | 超級賽 | 黃金大獎賽 | 大獎賽 | 國際挑戰賽 | 國際系列賽 | 未來系列賽 | 其他 |

| 2018-2026年 | 總決賽 | 超級1000賽 | 超級750賽 | 超級500賽 | 超級300賽 | 超級100賽 | 國際挑戰賽 | 國際系列賽 | 未來系列賽 | 其他 |

### 世界冠軍頭銜
穆罕默德·里安·阿利安托在羽毛球生涯中共奪得1項羽毛球世界冠軍頭銜。
| 賽事     | 奪冠次數 | 年份               |
| -------- | -------- | ------------------ |
| 湯姆斯盃 | 1        | 2020年（男子團體） |
| 總計     | 1        |                    |

### 奧運會和世錦賽參賽紀錄
|          | 搭檔          | 2018 | 2019 | 2020 | 2021  | 2022 | 2023 | 2024 |
| -------- | ------------- | ---- | ---- | ---- | ----- | ---- | ---- | ---- |
| 男子雙打 | 法贾·阿尔弗兰 | 16強 | 季軍 | －   | 32強1 | 季軍 | 32強 | 8強  |

1 賽前退賽

## 主要对賽记录
穆罕默德·里安·阿利安托與主要對手的對賽成績如下（只列出對賽五次或以上對手，僅包括影響世界排名積分的賽事，截至2025年3月6日）：
男雙 - 法賈·阿爾弗蘭
印尼国家队队员
| 對手                                          | 對賽次數 | 對賽結果 | 對賽結果 | 總計 |
| 對手                                          | 對賽次數 | 勝       | 負       | 總計 |
| --------------------------------------------- | -------- | -------- | -------- | ---- |
| 马库斯·费尔纳尔迪·吉德翁 凯文·桑加亚·苏卡穆约 | 10       | 4        | 6        | -2   |
| 穆罕默德·肖希布·菲克里 巴加斯·毛拉纳          | 9        | 7        | 2        | +5   |
| 穆罕默德·阿赫桑 亨德拉·塞蒂亚万               | 7        | 4        | 3        | +1   |
| 丹尼爾·馬丁 利奧·羅利·卡爾南多                | 6        | 5        | 1        | +4   |

其他选手
| 對手                                   | 對賽次數 | 對賽結果 | 對賽結果 | 總計 |
| 對手                                   | 對賽次數 | 勝       | 負       | 總計 |
| -------------------------------------- | -------- | -------- | -------- | ---- |
| 王耀新 張御宇                          | 13       | 7        | 6        | +1   |
| 王昶 梁偉鏗                            | 9        | 3        | 6        | -3   |
| 嘉村健士 園田啟悟                      | 11       | 5        | 6        | -1   |
| 吴世飞 努·伊祖丁                       | 12       | 8        | 4        | +4   |
| 李俊慧 刘雨辰                          | 7        | 3        | 4        | -1   |
| 谢定峰 苏伟译                          | 9        | 4        | 5        | -1   |
| 盧敬堯 杨博涵                          | 9        | 8        | 1        | +7   |
| 李洋 王齊麟                            | 9        | 6        | 3        | +3   |
| 李芳任 李芳至                          | 7        | 5        | 2        | +3   |
| 李哲輝 楊博軒                          | 7        | 5        | 2        | +3   |
| 廖敏竣 苏敬恒                          | 6        | 4        | 2        | +2   |
| 保木卓朗 小林优吾                      | 8        | 5        | 3        | +2   |
| 金·阿斯特魯普 安德斯·斯考勞普·拉斯姆森 | 8        | 3        | 5        | -2   |
| 肖恩·文迪 本·莱恩                      | 8        | 3        | 5        | -2   |
| 何濟霆 周昊東                          | 6        | 5        | 1        | +4   |
| 薩維克賽拉吉·蘭基雷迪 奇拉格·謝提      | 6        | 2        | 4        | -2   |
| 许永凯 骆建贤                          | 5        | 5        | 0        | +5   |
| 古贺辉 斋藤太一                        | 5        | 4        | 1        | +3   |
| 万炜聪 郑凯文                          | 5        | 4        | 1        | +3   |
| 革德伦·吉丁努蓬 德差蓬·保烏拉努科      | 5        | 4        | 1        | +3   |
| 馬文·埃米爾·塞德爾 马克·拉姆斯富斯     | 5        | 4        | 1        | +3   |
| 姜敏赫 徐承宰                          | 8        | 3        | 5        | -2   |
| 刘雨辰 欧烜屹                          | 5        | 2        | 3        | -1   |
| 井上拓斗 金子祐樹                      | 5        | 1        | 4        | -3   |

## 其他獎項
穆罕默德·里安·阿利安托在世界羽坛的年度盛宴奖项，这其中包括被提名或是获奖；与此同时，也提供该本地羽协以及亚洲羽协的奖项将纳入国家羽球俱乐部资料，如下（下表将依照年份列出）：
| 年份   | 頒獎典禮               | 獎項                 | 搭檔          | 結果 | 備註  |
| ------ | ---------------------- | -------------------- | ------------- | ---- | ----- |
| 2024年 | BWF 2024年度最佳運動員 | 年度最佳男子雙打組合 | 法贾·阿尔弗兰 | 提名 | [ 7 ] |

## 外部連結
- 穆罕默德·里安·阿利安托在BWFBadminton.com（英语）
- 穆罕默德·里安·阿利安托在BWF.TournamentSoftware.com（英语）
- 穆罕默德·里安·阿利安托在Olympics.com（英语）
- 穆罕默德·里安·阿利安托在Flashscore（英语）